# Tajuria maroneia
Tajuria maroneia är en fjärilsart som beskrevs av Hans Fruhstorfer 1912. Tajuria maroneia ingår i släktet Tajuria och familjen juvelvingar. Inga underarter finns listade i Catalogue of Life.